# Wolfgang Brunecker
Wolfgang Brunecker (10 de diciembre de 1914 - 26 de junio de 1992) fue un actor y director radiofónico de nacionalidad alemana.

## Biografía
Su verdadero nombre era Wolfgang Waßer, y nació en Zwickau, Alemania. Primero estudió teatro en Leipzig, y a continuación tomó clases de actuación en Múnich entre 1938 y 1940, debutando sobre el escenario en 1940 en Freiberg. Durante la Segunda Guerra Mundial fue soldado de la Wehrmacht y hecho prisionero de guerra por los franceses. Sin embargo, ya en 1946 pudo reiniciar su actividad teatral en Tubinga y Karlsruhe. Luego se mudó a la República Democrática de Alemania. Entre 1951 y 1952 estuvo contratado por el Deutsches Nationaltheater de Weimar y después por el Deutsches Theater de Berlín, donde trabajó hasta 1954. Tras un tiempo como director en teatros de Cottbus y Plauen, en 1956 ingresó en la emisora Rundfunk der DDR, en la cual trabajó hasta su retiro en 1980 como actor, director radiofónico y locutor.
Además de su trabajo para el teatro y la radio, Brunecker actuó desde los años 1950 en producciones cinematográficas de Deutsche Film AG, así como en programas televisivos de Deutscher Fernsehfunk como actor de carácter. Entre sus papeles figuran el que llevó a cabo en 1958 en Das Lied der Matrosen, su personaje de Gobernador Lightwell en el telefilm Mord in Gateway (1962), y el que interpretó en 1965 en Solange Leben in mir ist.
Wolfgang Brunecker falleció en Berlín en el año 1992. Había estado casado con la actriz Brigitte Waßer.

## Filmografía (selección)[1]
- 1954 : Ernst Thälmann – Sohn seiner Klasse
- 1954 : Stärker als die Nacht
- 1954 : Der Fall Dr. Wagner
- 1958 : Das Lied der Matrosen
- 1959 : Fernsehpitaval (serie TV), episodio Der Fall Harry Domela
- 1960 : Fernsehpitaval (serie TV), episodio Der Fall René Levacher alias…
- 1962 : Das grüne Ungeheuer (miniserie TV)
- 1962 : Mord in Riverport (serie TV)
- 1963 : Blaulicht (serie TV), episodio Wunder wiederholen sich nicht
- 1963 : Es geht nicht ohne Liebe (telefilm)
- 1965 : Solange Leben in mir ist
- 1966 : Flucht ins Schweigen
- 1970 : Jeder stirbt für sich allein (miniserie TV)
- 1972 : Trotz alledem!
- 1972 : Polizeiruf 110 (serie TV), episodio Minuten zu spät
- 1973 : Wolz – Leben und Verklärung eines deutschen Anarchisten
- 1975 : Das bucklige Pferdchen (animación)
- 1976 : Die Regentrude (telefilm)
- 1978 : Polizeiruf 110 (serie TV), episodio Holzwege
- 1979 : Herbstzeit (telefilm)
- 1986 : Polizeiruf 110 (serie TV), episodio Gier
- 1982 : Pardon, die Leiche bin ich (telefilm)
- 1989 : Grüne Hochzeit

## Teatro
- 1952 : Friedrich Schiller: Don Carlos, dirección de Wolfgang Langhoff (Deutsches Theater de Berlín)
- 1953 : Harald Hauser: Prozeß Wedding, dirección de Wolfgang Langhoff (Deutsches Theater Berlin)

## Radio

### Director
- 1958 : Rolf Schneider: Widerstand (Rundfunk der DDR)
- 1959 : Rolf H. Czayka: Der Wolf von Benedetto (Rundfunk der DDR)
- 1960 : Rolf Schneider: Der dritte Kreuzzug oder Die wundersame Geschichte des Ritters Kunifried von Raupenbiel und seine Aventiuren (Rundfunk der DDR)
- 1960 : Wolfgang Beck/Walter Karl Schweickert: Erich währt am längsten (Rundfunk der DDR)
- 1960 : Axel Kielland: Einer sagt nein (Rundfunk der DDR)
- 1961 : Jane Kavcic: Zug Nr. 612 (Rundfunk der DDR)
- 1961 : Heinrich Böll: Zum Tee bei Doktor Borsig (Rundfunk der DDR)
- 1962 : Charles Dickens: Oliver Twist (Rundfunk der DDR)
- 1963 : John Lilly: Alexander und Campaspe (Rundfunk der DDR)
- 1963 : Gerhard Jäckel: Die Wahnmörderin (Rundfunk der DDR)
- 1964 : Alexander Kent: Grenzstation (Rundfunk der DDR)
- 1965 : Heinz Knobloch: Pardon für Bütten (Rundfunk der DDR)
- 1965 : Richard Groß: Der Experte ist tot (Rundfunk der DDR)
- 1966 : Lothar Kleine: Gott auf Hiwa Oa (Rundfunk der DDR)
- 1967 : Petko Todorow: Die Drachenhochzeit (Rundfunk der DDR)
- 1968 : Giles Cooper: Die unverdauliche Auster (Rundfunk der DDR)
- 1968 : Hans Pfeiffer: Dort unten in Alabama (Rundfunk der DDR)
- 1969 : Armin Müller: Gesichter (Rundfunk der DDR)
- 1969 : Karl-Heinrich Bonn/Maria Bonn: Die Reise nach K. (Rundfunk der DDR)
- 1975 : Irmgard Keun: Das kunstseidene Mädchen (Rundfunk der DDR)
- 1980 : Norbert Klein: Alles ist anders (Rundfunk der DDR)
- 1981 : Peter Gauglitz: Drei Schweizer Uhren (Rundfunk der DDR)
- 1985 : Alfred de Musset: Man spielt nicht mit der Liebe (Rundfunk der DDR)

### Actor
- 1953 : Herbert Torbeck/Manda Torbeck: Die letzte Meldung, dirección de Wolfgang Schonendorf (Berliner Rundfunk)
- 1954 : Alf Scorell/Kurt Zimmermann: Der Wundermann, dirección de Hans Busse (Rundfunk der DDR)
- 1959 : Friedrich Karl Kaul/Walter Jupé: Alles beim alten, dirección de Gert Beinemann (Rundfunk der DDR)
- 1961 : Günter Koch/Manfred Uhlmann: Mordsache Brisson, dirección de Hans Knötzsch (Rundfunk der DDR)
- 1961 : Reszö Szirmai: Jedermanns Weihnachtsbaum, dirección de Fritz-Ernst Fechner (Rundfunk der DDR)
- 1961 : Guy de Maupassant: Der Millionenstreich, dirección de Otto Dierichs (Rundfunk der DDR)
- 1961 : Rolf Schneider: Prozeß Richard Waverly, dirección de Otto Dierichs (Rundfunk der DDR)
- 1962 : Karel Čapek: Ein Abend mit Karel Čapek, dirección de Hans Knötzsch (Rundfunk der DDR)
- 1963 : Aleksandr Ostrovski: Der Wald, dirección de Hans Knötzsch (Rundfunk der DDR)
- 1963 : Rolf Schneider: Die Unbewältigten, dirección de Edgar Kaufmann (Rundfunk der DDR)
- 1964 : Fred von Hoerschelmann: Die Saline, dirección de Helmut Hellstorff (Rundfunk der DDR)
- 1964 : Ephraim Kishon: Der Blaumilchkanal, dirección de Helmut Hellstorff (Rundfunk der DDR)
- 1965 : Rolf Schneider: Unternehmen Plate-Rack, dirección de Helmut Hellstorff (Rundfunk der DDR)
- 1966 : Bertolt Brecht: Das Verhör des Lukullus, dirección de Kurt Veth (Rundfunk der DDR)
- 1966 : Siegfried Pfaff: Detektiv Martin: Es spukt im Knusperhaus, dirección de Manfred Täubert (Rundfunk der DDR)
- 1968 : Vito Blasi/Anna-Luisa Meneghini: Eiertanz, dirección de Hans Knötzsch (Rundfunk der DDR)
- 1969 : Friedrich Schiller: Die Verschwörung des Fiesco zu Genua, dirección de Peter Groeger (Rundfunk der DDR)
- 1970 : Herbert Friedrich: Radsaison, dirección de Maritta Hübner (Rundfunk der DDR)
- 1970 : Helga Pfaff: Die Schildbürger, dirección de Horst Liepach (Rundfunk der DDR)
- 1970 : Klaus G. Zabel: Napoleon und die Zöllner, dirección de Peter Groeger (Rundfunk der DDR)
- 1970 : Sófocles: Die Antigone, dirección de Martin Flörchinger (Rundfunk der DDR)
- 1971 : Heinrich Mann: Die Jugend des Königs Henri Quatre, dirección de Fritz Göhler (Rundfunk der DDR)
- 1972: : Werner Jahn: Maiglöckchen für Sommerlatte, dirección de Joachim Gürtner (Rundfunk der DDR)
- 1973 : Georges Courteline: Der Stammgast, dirección de Hans Knötzsch (Rundfunk der DDR)
- 1973 : Bertolt Brecht: Leben des Galilei, dirección de Fritz Göhler (Rundfunk der DDR)
- 1973 : Alfred Matusche: Van Gogh, dirección de Peter Groeger (Rundfunk der DDR)
- 1975 : Prosper Mérimée: Die Jacquerie, dirección de Albrecht Surkau (Rundfunk der DDR)
- 1975 : Iwan Bjelischew: Das eigensinnige Kätzchen, dirección de Albrecht Surkau (Litera)
- 1976 : Robert Soulat: Malembreuse oder Die übertriebene Höflichkeit, dirección de Peter Groeger (Rundfunk der DDR)
- 1978 : Klaus G. Zabel: Verjährte Fristen, dirección de Achim Scholz (Rundfunk der DDR)
- 1979 : Charles Dickens: Der ungebetene Gast, dirección de Horst Liepach (Rundfunk der DDR)
- 1980 : Lia Pirskawetz: Stille Post, dirección de Horst Liepach (Rundfunk der DDR)
- 1980 : Fritz Rudolf Fries: Der fliegende Mann, dirección de Horst Liepach (Rundfunk der DDR)
- 1980 : Ottomar Lang: Wellermann machts möglich, dirección de Hans Knötzsch (Rundfunk der DDR)
- 1980 : Jorge Amado: Der gestreifte Kater und die Schwalbe Sinhá, dirección de Manfred Täubert (Rundfunk der DDR)
- 1980 : Heinz Drewniok: Karl und Kasimir, dirección de Wolfgang Schonendorf (Rundfunk der DDR)
- 1980 : Ursula Damm-Wendler: Der Schmalfilm, dirección de Joachim Gürtner (Rundfunk der DDR)
- 1981 : Edwin Hoernle: Vom König, der die Sonne vertreiben wollte, dirección de Maritta Hübner (Rundfunk der DDR)
- 1981 : Günter Eich: Träume, dirección de Peter Groeger (Rundfunk der DDR)
- 1982 : Valentín Rasputin: Matjora, dirección de Fritz Göhler (Rundfunk der DDR)
- 1982 : Hans Siebe: Der Tote im fünften Stock, dirección de Barbara Plensat (Rundfunk der DDR)
- 1982 : Peter Hacks: Das Turmverließ – Geschichten Henriette und Onkel Titus, dirección de Fritz Göhler (Litera)
- 1983 : Hans Christian Andersen: Die Schneekönigin, dirección de Uwe Haacke (Rundfunk der DDR)
- 1984 : Bodo Schulenburg: Maus mit blauen Socken, dirección de Manfred Täubert (Rundfunk der DDR)
- 1985 : Eugen Eschner: Der Rattenfänger von Hameln, dirección de Norbert Speer (Rundfunk der DDR)
- 1987 : Erich Kästner: Fabian oder Der Gang vor die Hunde, dirección de Joachim Staritz (Rundfunk der DDR)
- 1987 : Bodo Schulenburg: Das Kälbchen und die Schwalbe, dirección de Manfred Täubert (Rundfunk der DDR)
- 1988 : Homero: Die Irrfahrten des Odysseus, dirección de Werner Buhss (Rundfunk der DDR)
- 1988 : Joachim Goll: Geschenkt ist geschenkt, dirección de Werner Grunow (Rundfunk der DDR)
- 1991 : Paul Zech: Das trunkene Schiff, dirección de Wolfgang Rindfleisch (Funkhaus Nalepastraße)